# Nectarine
Nectarine Demoscene Radio var en webbradio som endast spelade musik från demoscenen. Det fanns också relayservrar i USA, Storbritannien, Frankrike, Tyskland och Norge. Upphovsman är Christophe Le Sage.
Musiken som spelas är fri, men i de flesta fall under copyright till upphovsmannen. Den är fri i den meningen att upphovsmännen till musiken gjort låtarna för nöjes skull utan uppsåt att tjäna pengar på sitt verk. 
Den 9 september 2008 utsattes Nectarine för en elakartad attack, vilket resulterade i en total förlust av data. Grundaren, Christophe Le Sage, meddelade till en början att projektet skulle återupptas men övertogs senare av polacken Wojciech Arabczyk.